# ŁKS Łódź (piłka nożna)
Łódzki Klub Sportowy – polski klub piłkarski z siedzibą w Łodzi, w sezonie 2025/2026 występujący w I lidze.
Powstały w 1908, oficjalnie zarejestrowany rok później. Pozostaje najstarszym istniejącym łódzkim klubem sportowym, jest także jednym z założycieli Ligi Polskiej (1927). ŁKS zdobył dwa razy mistrzostwo Polski (1958 i 1998) oraz raz Puchar Polski (1957). Zajmuje 6. miejsce w tabeli wszech czasów Ekstraklasy.

## Kalendarium najważniejszych wydarzeń

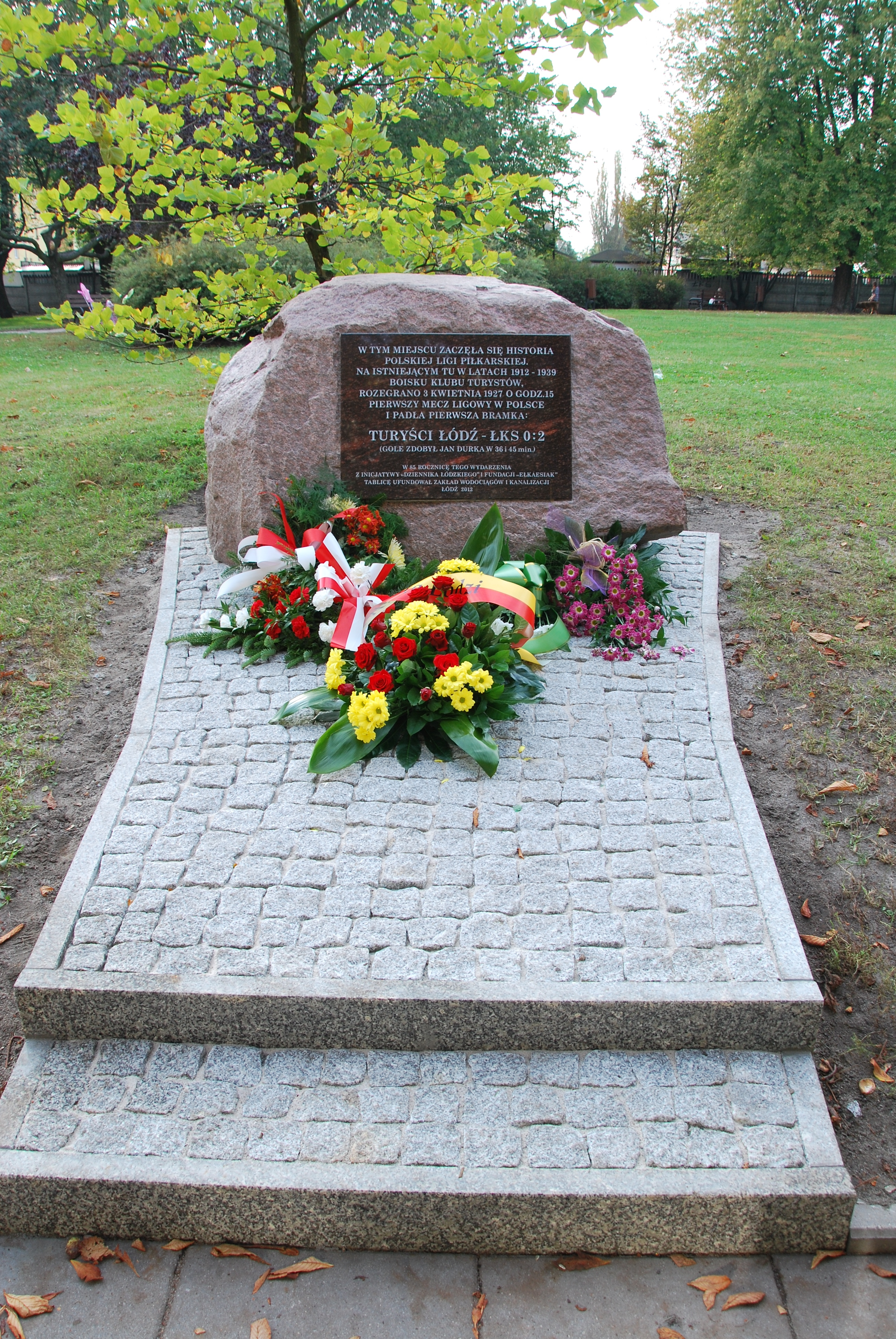
Kamień upamiętniający pierwszy mecz Ligi Polskiej, Klub Turystów – ŁKS

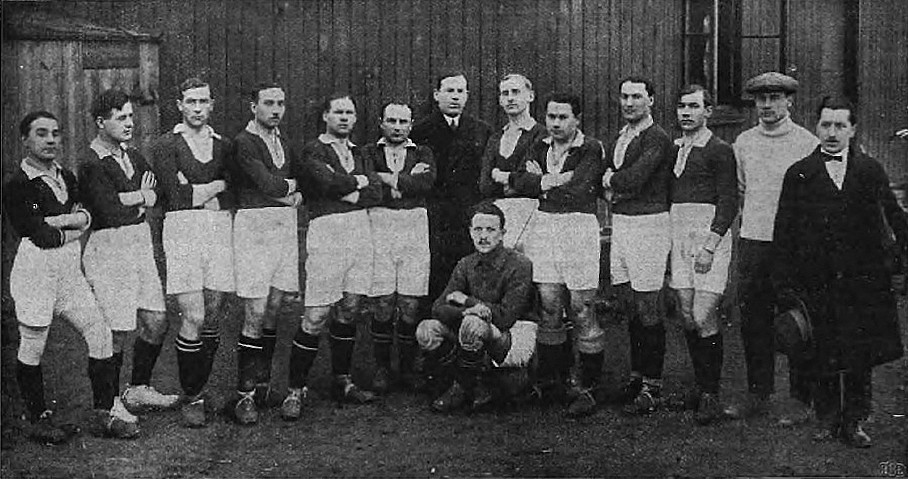
Ekipa ŁKS (1925)

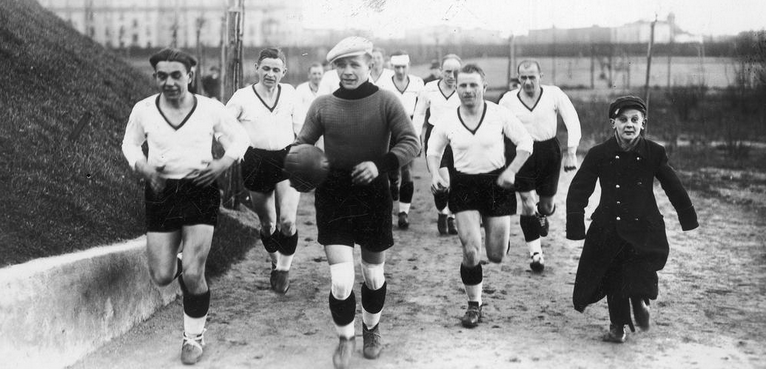
Drużyna ŁKS w drodze na mecz (1936)

- 1908 – działania organizacyjne na rzecz powstania klubu z inicjatywy Henryka Lubawskiego, Arnolda Heimana i Jerzego Hirszberga.
- 1909 – rejestracja stowarzyszenia 14 sierpnia 1909.
- 1912 – pierwsze zwycięstwo w mistrzostwach Łodzi w piłce nożnej – Lodzer Fussball Verband.
- 1913 – kolejne zwycięstwo w tych samych mistrzostwach.
- 1921 – udział w pierwszych Mistrzostwach Polski.
- 1922 – pierwszy medal w MP (brąz), do spółki z Cracovią.
- 1924 – Wawrzyniec Cyl pierwszym reprezentantem Polski w barwach ŁKS.
- 1927 – udział w premierowej edycji Ligi Polskiej, 3 kwietnia w pierwszym meczu Ligi Polskiej ŁKS zmierzył się z Klubem Turystów Łódź.
- 1938 – Antoni Gałecki, jako pierwszy z piłkarzy z al. Unii, bierze udział w mistrzostwach świata; pierwszy spadek do niższej klasy rozgrywkowej – wówczas A klasa.
- 1947 – awans do pierwszej edycji MP po II wojnie światowej.
- 1952 – ŁKS spada ponownie, tym razem do II ligi.
- 1953 – powrót do ekstraklasy po zaledwie jednym roku absencji.
- 1954 – zdobycie wicemistrzostwa Polski.
- 1957 – zdobycie Pucharu Polski i 3. miejsca w mistrzostwach Polski.
- 1958 – zdobycie pierwszego mistrzostwa Polski.
- 1968 – spadek do II ligi.
- 1971 – awans do I ligi.
- 1974 – Mirosław Bulzacki i Jan Tomaszewski pierwszymi medalistami mistrzostw świata w barwach ŁKS.
- 1993 – 3. miejsce w sezonie 1992/1993.
- 1994 – finał Pucharu Polski i Superpucharu Polski
- 1998 – zdobycie drugiego Mistrzostwa Polski i finał Superpucharu Polski oraz udział w eliminacjach do Ligi Mistrzów UEFA, gdzie łodzianie ulegli przyszłym triumfatorom tych rozgrywek Manchesterowi United.
- 2000 – po 29 latach nieprzerwanej gry w I lidze, ŁKS spada do II ligi.
- 2006 – awans do Ekstraklasy (dawnej I ligi).
- 2009 – degradacja ŁKS do I ligi z powodu nieotrzymania licencji na grę w Ekstraklasie (klub zajął 7. miejsce w lidze na zakończenie sezonu).
- 2011 – awans do Ekstraklasy
- 2012 – ŁKS opuszcza szeregi Ekstraklasy po zaledwie jednym sezonie.
- 2013 – ŁKS wycofuje się z rozgrywek I ligi z powodu problemów finansowych, na skutek czego w kolejnym sezonie rozpoczyna grę od IV ligi.
- 2014 – awans do III ligi.
- 2017 – awans do II ligi.
- 2018 – awans do I ligi.
- 2019 – awans do Ekstraklasy.
- 2020 – spadek do I ligi.
- 2023 – awans do Ekstraklasy[5].
- 2024 – spadek do I ligi[4].

## Sukcesy
| \| \| Zdobyte trofea w rozgrywkach Polski (stan na: 2021) \| |                                                     |      |                  |
| Rozgrywki                                                    | Osiągnięcie                                         | Razy | Sezon(y)         |
| Mistrzostwo                                                  | I miejsce                                           | 2    | 1958, 1998       |
| Mistrzostwo                                                  | II miejsce                                          | 1    | 1954             |
| Mistrzostwo                                                  | III miejsce                                         | 3    | 1922, 1957, 1993 |
| Puchar                                                       | zdobywca                                            | 1    | 1957             |
| Puchar                                                       | finalista                                           | 1    | 1994             |
| Polska                                                       | Zdobyte trofea w rozgrywkach Polski (stan na: 2021) |      |                  |

Sukcesy juniorów w mistrzostwach Polski
- 3x Mistrz Polski juniorów starszych U-19 : 1962,1983,1999
- 2x Mistrz Polski juniorów młodszych U-17 : 1987 (spartakiada młodzieży), 1994, 1999
- 3x Wicemistrz Polski juniorów U-17 : 1953, 1955, 2002

## Klubowe rekordy
- Debiut w ekstraklasie: 3 kwietnia 1927 vs Klub Turystów Łódź 2:0
- Najwyższe zwycięstwo: 13:2 vs PKS Szczecin, mistrzostwa Polski 1947
- Najwyższe ligowe zwycięstwo: 8:1 vs Lech Poznań, 10 sierpnia 1957 w Łodzi
- Najwyższa przegrana: 0:7 vs Stal Mielec (8 sierpnia 1973) w Mielcu
- Najwięcej ligowych występów: Marek Chojnacki, 452, 1978–1996 (rekord Polski wśród zawodników grających w jednym klubie)
- Najwięcej bramek w ekstraklasie: Władysław Król, 95, 1928–1938
- Najwięcej bramek w jednym sezonie w ekstraklasie: Henryk Herbstreit, 23, 1931
- Najwięcej występów w reprezentacji Polski: Jan Tomaszewski, 62, 1971-1981
- Królowie strzelców ekstraklasy: Władysław Soporek, 19, 1958; oraz Mirosław Trzeciak, 18, 1997
- Lata gry w Ekstraklasie (do sezonu 2007/2008 pod nazwą I liga): 66 (1927–1938, 1948–1952, 1954–1967/68, 1971/72–1999/00, 2006/07–2008/09, 2011/2012, 2019/2020, 2023/2024)
- Lata gry w I lidze (do sezonu 2007/2008 pod nazwą II liga): 16 (1939, 1953, 1968/69–1970/71, 2000/01–2005/06, 2009/10–2010/11, 2012/2013, 2018/2019, 2020/2021-2022/2023[5])

## Najlepsi strzelcy ŁKS w poszczególnych sezonach
- 1927: Romuald Feja – 14
- 1928: Władysław Król – 17
- 1929: Eugeniusz Tadeusewicz -11
- 1930: Władysław Król – 13
- 1931: Henryk Herbstreit – 23
- 1932: Henryk Herbstreit, Władysław Król – po 14
- 1933: Henryk Herbstreit – 7
- 1934: Henryk Herbstreit – 9
- 1935: Władysław Król – 13
- 1936: Antoni Lewandowski – 12
- 1937: Antoni Lewandowski – 11
- 1938: Antoni Lewandowski – 7
- 1948: Longin Janeczek, Marian Łącz – po 17
- 1949: Marian Łącz – 18
- 1950: Stanisław Baran – 18
- 1951: Tadeusz Hogendorf – 9
- 1952: Jerzy Pawlikowski – 3
- 1953 (II liga): Józef Kokott II – 20 (król strzelców)
- 1954: Władysław Soporek – 9
- 1955: Henryk Szymborski – 10
- 1956: Władysław Soporek – 9
- 1957: Władysław Soporek – 17
- 1958: Władysław Soporek – 19 (król strzelców)
- 1959: Władysław Soporek -11
- 1960: Henryk Szymborski – 8
- 1961: Jerzy Wieteski – 6
- 1962: Kazimierz Kowalec – 6
- 1962/63: Jerzy Sadek – 7
- 1963/64: Jerzy Sadek – 8
- 1964/65: Jerzy Sadek – 7
- 1965/66: Jerzy Sadek – 10
- 1966/67: Jerzy Sadek – 12
- 1967/68: Jerzy Sadek – 6
- 1968/69 (II liga): Jerzy Sadek – 10
- 1969/70 (II liga): Jerzy Sadek – 9
- 1970/71 (II liga): Jerzy Sadek – 15 (król strzelców)
- 1971/72: Jerzy Sadek – 8
- 1972/73: Grzegorz Ostalczyk – 6
- 1973/74: Jerzy Kasalik – 5
- 1974/75: Andrzej Grzywacz, Jerzy Kasalik, Jan Mszyca – po 5
- 1975/76: Andrzej Milczarski – 9
- 1976/77: Andrzej Milczarski – 11
- 1977/78: Jan Sobol – 5
- 1978/79: Witold Nowak – 9
- 1979/80: Henryk Miłoszewicz, Witold Nowak – po 7
- 1980/81: Witold Nowak, Jan Sobol – po 4
- 1981/82: Andrzej Milczarski – 9
- 1982/83: Andrzej Milczarski – 8
- 1983/84: Ryszard Robakiewicz – 5
- 1984/85: Krzysztof Baran – 9
- 1985/86: Ryszard Robakiewicz – 12
- 1986/87: Krzysztof Baran, Ryszard Robakiewicz – po 6
- 1987/88: Ryszard Robakiewicz – 14
- 1988/89: Piotr Soczyński – 6
- 1989/90: Jacek Ziober – 9
- 1990/91: Tomasz Cebula, Dariusz Podolski – po 4
- 1991/92: Dariusz Podolski – 5
- 1992/93: Tomasz Wieszczycki – 13
- 1993/94: Dariusz Podolski – 9
- 1994/95: Tomasz Wieszczycki – 10
- 1995/96: Marek Saganowski – 11
- 1996/97: Mirosław Trzeciak – 18 (król strzelców)
- 1997/98: Marek Saganowski – 11
- 1998/99: Rafał Pawlak, Tomasz Wieszczycki – po 7
- 1999/2000: Marek Saganowski – 6
- 2000/01 (II liga): Adam Grad, Dzidosław Żuberek – po 8
- 2001/02 (II liga): Adam Grad – 7
- 2002/03 (II liga): Łukasz Mierzejewski – 7
- 2003/04 (II liga): Marcin Wachowicz – 6
- 2004/05 (II liga): Rafał Niżnik – 15
- 2005/06 (II liga): Igor Sypniewski – 12
- 2006/07: Ensar Arifović – 8
- 2007/08: Łukasz Madej, Ensar Arifovic – po 6
- 2008/09: Rafał Kujawa – 6
- 2009/10 (I liga[a]): Łukasz Gikiewicz – 11
- 2010/11 (I liga[a]): Marcin Mięciel – 13
- 2011/12: Marek Saganowski – 6
- 2012/13 (I liga[a]): Jakub Więzik – 4
- 2013/14 (IV liga[b]): Adam Patora – 25
- 2014/15 (III liga[c]): Adam Patora – 10
- 2015/16 (III liga[c]): Adam Patora – 20
- 2016/17 (III liga[c]): Jewhen Radionow – 19
- 2017/18 (II liga[d]): Jewhen Radionow – 12
- 2018/19 (I liga[a]): Rafał Kujawa – 10
- 2019/20: Dani Ramírez – 6
- 2020/21 (I liga[a]): Pirulo – 12
- 2021/22 (I liga[a]): Pirulo – 10
- 2022/23 (I liga[a]): Pirulo – 16
- 2023/24: Dani Ramírez – 9

## Mistrzowskie składy

### 1958
Jan Bem, Henryk Szczurzyński – Henryk Szczepański, Henryk Stusio, Stanisław Wlazły, Józef Walczak – 
Robert Grzywocz, Leszek Jezierski, Bogdan Mizgier – Stanisław Baran, Wiesław Jańczyk, Kazimierz Kowalec, Władysław Soporek, Henryk Szymborski, Jerzy Wieteski – Trener: Władysław Król.

### 1998
Bogusław Wyparło, Tomasz Szczerbicki, Michał Sławuta – Tomasz Kłos, Tomasz Kos, Witold Bendkowski, Rafał Pawlak, Tomasz Romaniuk, Mauro Sergio da Silva, Fernando Batista – Tomasz Lenart, Grzegorz Krysiak, Daniel Treściński, Rafał Niżnik, Rodrigo Carbone, Darlington Omodiagbe, Ariel Jakubowski, Zbigniew Wyciszkiewicz, Tomasz Wieszczycki, Saulo, Kacper Derczyński – Marek Saganowski, Mirosław Trzeciak, Daniel Dubicki, Austin Hamlet, Tomasz Cebula – Trenerzy: Ryszard Polak, Marek Dziuba.

## PrzydomekRycerze Wiosny
Przydomek Rycerze Wiosny piłkarze ŁKS zawdzięczają osobie Jerzego Zmarzlika. 7 kwietnia 1957 łodzianie wysoko pokonali na wyjeździe (5:1) drużynę zabrzańskiego Górnika, grając przez prawie całe spotkanie w osłabieniu. Nazajutrz po tym wielkim triumfie Zmarzlik, będący wówczas zastępcą redaktora naczelnego Przeglądu Sportowego, sprawozdaniu z tego meczu nadał znamienny tytuł: Panowie, kapelusze z głów! Tak grają Rycerze Wiosny, tym samym nadając drużynie ŁKS-u miano, które przylgnęło do nich na zawsze.
Przydomek Rycerze Wiosny nie był pierwszym, jakiego używano w stosunku do piłkarzy Łódzkiego Klubu Sportowego. W początkach istnienia określano ich mianem Szulcowych, ze względu na rozgrywanie meczów w Pasażu Szulca (dziś 1 Maja), a po odzyskaniu niepodległości przez długi czas Czerwonymi, bo koszulki takiego koloru zakładali do gry.

## Klubowy herb

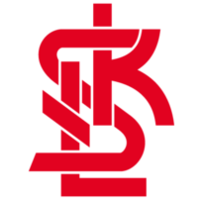
Herb klubu zwany „Przeplatanką”

Symbolem nieodzownie związanym z Łódzkim Klubem Sportowym jest Przeplatanka, która pojawiła się w samych początkach istnienia klubu. Drugim, równie znanym herbem klubu jest biało-czerwono-biała chorągiewka z wypisanymi na niej literami ŁKS. Oba powyższe znaki były przez pewien czas zajęte przez komornika. W zamian za nie niektóre z sekcji łódzkiego klubu używały loga zastępczego (biało-czerwono-biała tarcza z napisem ŁKS i datą powstania – 1908). W 2012 akcjonariuszom klubu udało się odzyskać utracone symbole.

## Barwy
- biało – czarne (początki istnienia klubu)
- czerwone (okres dwudziestolecia międzywojennego)
- zielone (lata 50 XX wieku; reorganizacja sportu w Polsce)
- biało-czerwono-białe (dziś)[7]

## Historyczne nazwy
- 1908 – Łodzianka
- 1909 – Łódzki Klub Sportowy
- 13.03.1949 – ŁKS Włókniarz (fuzja z Dziewiarskim Klubem Sportowym oraz Stowarzyszeniem Sportowym Włókniarz)[13]
- 1956 – powrót do nazwy ŁKS[14]

## Rezerwy
Zespół prowadzi drużynę rezerw, ŁKS II Łódź, która w 2023 po raz pierwszy w historii awansowała na szczebel centralny (II liga). W sezonie 2019/2020 powołano ponadto do gry drużynę ŁKS III Łódź, która w 2020 awansowała do Klasy A, by w 2023 wywalczyć promocję do IV ligi łódzkiej.

## Stadion

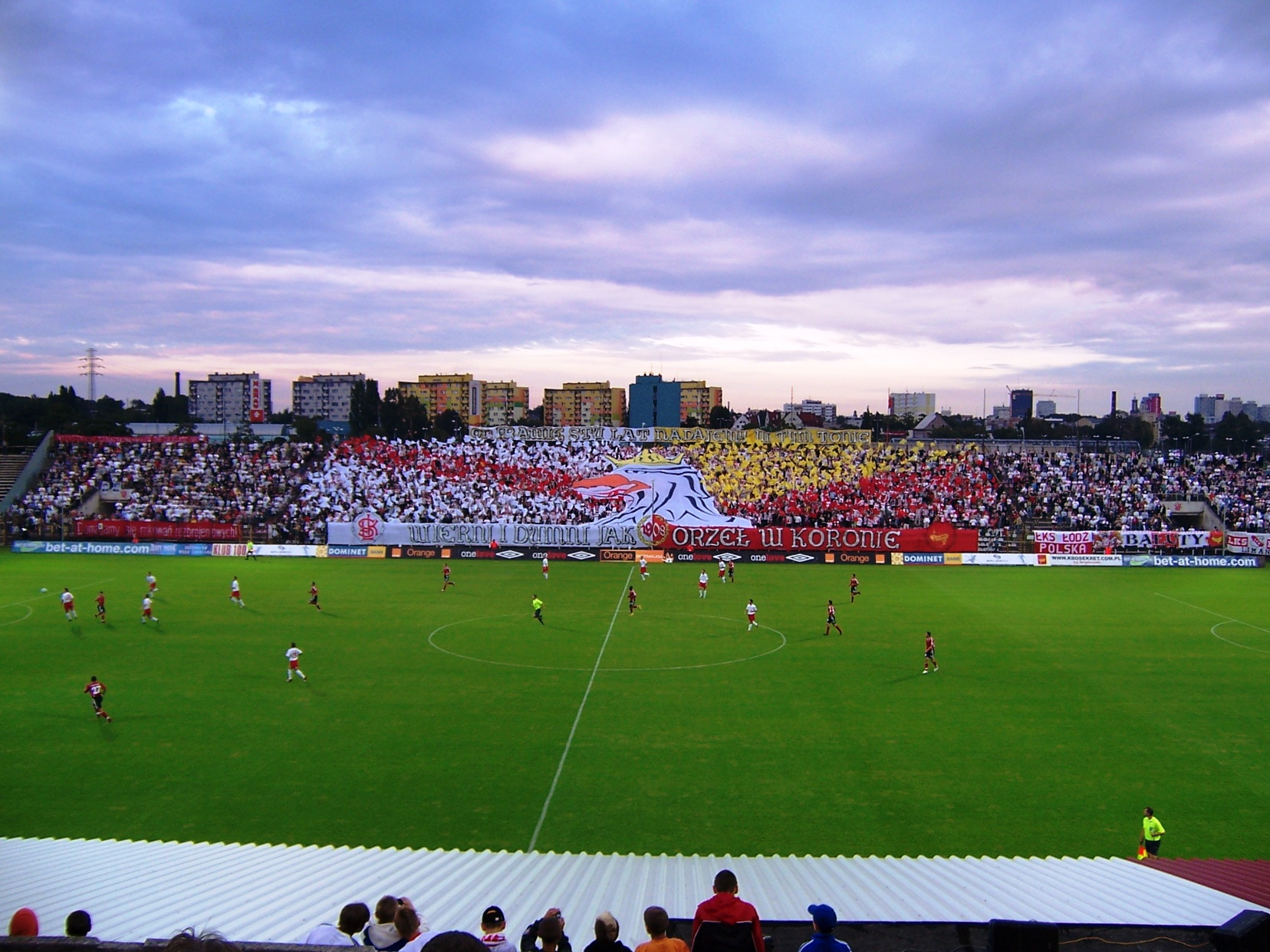
Stary stadion ŁKS; widok na wschodnią trybunę, tzw. „Galerę”

Po powstaniu klubu w 1908, ełkaesiacy rozgrywali mecze przeważnie na boiskach należących do klubów niemieckich i krótko przy al. Szulca (dziś: 1-go Maja). Sytuacja ta zmieniła się w kilka lat później. 16 maja 1912 oficjalnie otwarto pierwsze boisko ŁKS-u, które znajdowało się przy ul. Srebrzyńskiej. Zostało ono ofiarowane bezinteresownie władzom klubu przez Towarzystwo Akcyjne I.K. Poznański. Wybuch I wojny światowej i działania wojenne spowodowały, że w 1918 łodzianie zostali ponownie bez obiektu, na którym mogliby rozgrywać mecze.
W 1922 z inicjatywy m.in. Józefa Wolczyńskiego, późniejszego prezesa ŁKS-u, oraz Aleksego Rżewskiego, pierwszego prezydenta Łodzi po odzyskaniu niepodległości, powołano komitet, który miał na celu doprowadzić do wybudowania Parku Sportowego dla Łódzkiego Klubu Sportowego, w którego skład miał wchodzić także stadion. Jego budowa trwała do 1924. Pierwszym meczem jaki na nim rozegrano był mecz międzypaństwowy, Polska kontra Turcja.
Stadion przechodził kilka modernizacji. Najważniejsze z nich miały miejsce na przełomie lat 60. i 70. XX wieku, kiedy to wybudowano jupitery oraz trybunę na 10 tys. miejsc wraz ze znajdującą się pod nią halą sportową. Od czerwca 2007 obiekt należy do Miejskiego Ośrodka Sportu i Rekreacji w Łodzi, spółki należącej do miasta.
W niedzielę 2 sierpnia 2015 uroczyście otwarto nowy stadion, położony w odległości kilkudziesięciu metrów od starego. W pierwszym pojedynku na nowo wybudowanym obiekcie ŁKS pokonał Pogoń Lwów 2:1, a inauguracyjną bramkę zdobył napastnik Rycerzy Wiosny, Adam Patora.
Stadion, na którym swoje mecze rozgrywają popularni Rycerze Wiosny od 2 czerwca 2021 ma patrona. Jest nim legendarny sportowiec i trener, Władysław Król.
- Adres: al. Unii Lubelskiej 2, 94-020 Łódź
- Pojemność: 18,029 miejsc (wszystkie zadaszone)
- Oświetlenie: 2.000 lux
- Wymiary boiska: 105 × 68 m
- Nawierzchnia: naturalna trawiasta
- Dodatkowe wyposażenie: podgrzewana murawa
- Okres budowy: 2013-2015 (pierwsza trybuna), 2019-2022 (pozostałe trzy trybuny)

## ŁKS w poszczególnych sezonach

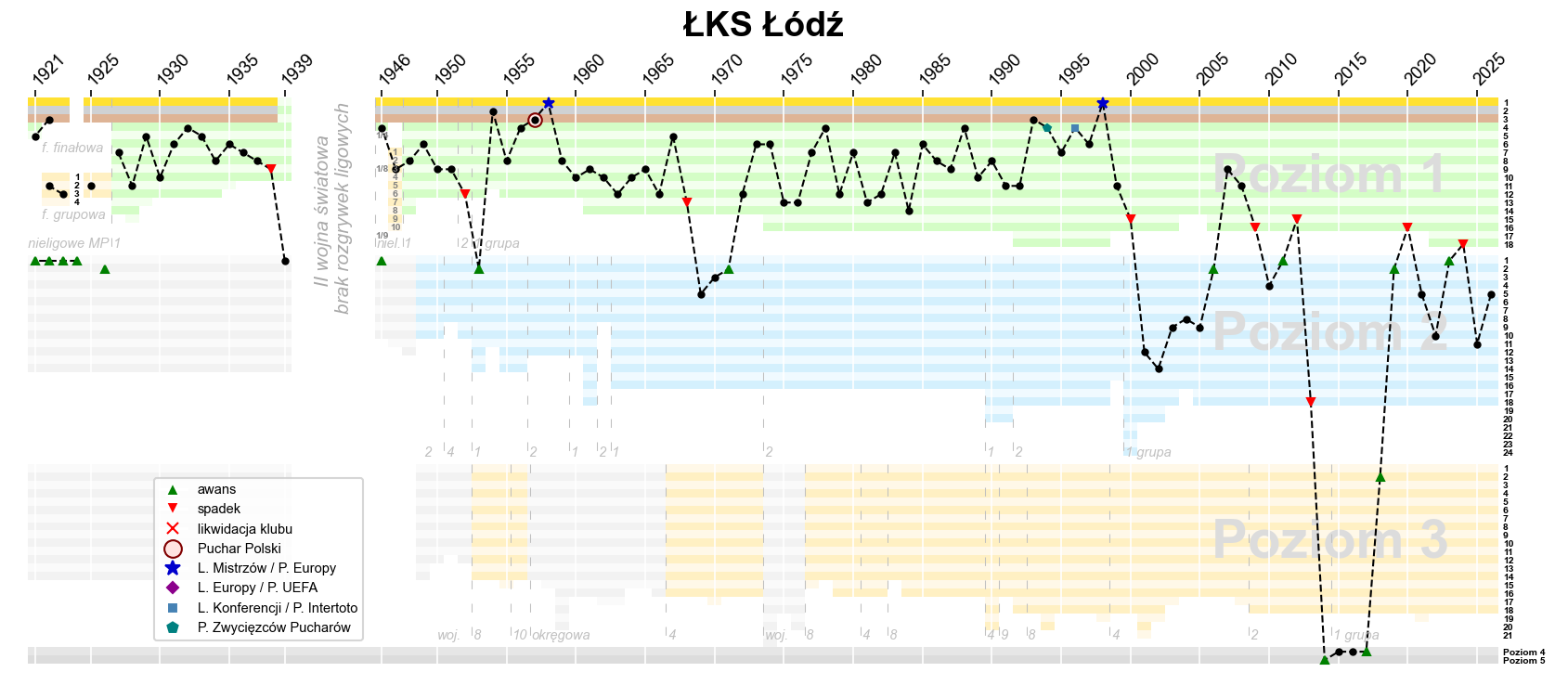
Historia występów ŁKS Łódź w rozgrywkach ligowych

Wyniki ze wszystkich sezonów ŁKS:
| Sezon     | Rozgrywki okresu zaborów                                                     | Rozgrywki okresu zaborów                                                     | Rozgrywki okresu zaborów | Rozgrywki okresu zaborów                                                     | Rozgrywki okresu zaborów                                                     | Rozgrywki okresu zaborów                                                     |
| --------- | ---------------------------------------------------------------------------- | ---------------------------------------------------------------------------- | --- | ---------------------------------------------------------------------------- | ---------------------------------------------------------------------------- | ---------------------------------------------------------------------------- |
| 1911      | Premierowy udział w rozgrywkach o mistrzostwo Łodzi – Lodzer Fußball Verband | Premierowy udział w rozgrywkach o mistrzostwo Łodzi – Lodzer Fußball Verband | Premierowy udział w rozgrywkach o mistrzostwo Łodzi – Lodzer Fußball Verband                                                                        | Premierowy udział w rozgrywkach o mistrzostwo Łodzi – Lodzer Fußball Verband | Premierowy udział w rozgrywkach o mistrzostwo Łodzi – Lodzer Fußball Verband | Premierowy udział w rozgrywkach o mistrzostwo Łodzi – Lodzer Fußball Verband |
| 1912      | mistrzostwo Łodzi – rozgrywki Lodzer Fußball Verband                         | mistrzostwo Łodzi – rozgrywki Lodzer Fußball Verband                         | mistrzostwo Łodzi – rozgrywki Lodzer Fußball Verband                                                                                                | mistrzostwo Łodzi – rozgrywki Lodzer Fußball Verband                         | mistrzostwo Łodzi – rozgrywki Lodzer Fußball Verband                         | mistrzostwo Łodzi – rozgrywki Lodzer Fußball Verband                         |
| 1913      | mistrzostwo Łodzi – rozgrywki Lodzer Fußball Verband                         | mistrzostwo Łodzi – rozgrywki Lodzer Fußball Verband                         | mistrzostwo Łodzi – rozgrywki Lodzer Fußball Verband                                                                                                | mistrzostwo Łodzi – rozgrywki Lodzer Fußball Verband                         | mistrzostwo Łodzi – rozgrywki Lodzer Fußball Verband                         | mistrzostwo Łodzi – rozgrywki Lodzer Fußball Verband                         |
| Sezon     | Rozgrywki ligowe (mistrzowskie)                                              | Rozgrywki ligowe (mistrzowskie)                                              | Uwagi | Puchar Polski (rozgrywki centralne)                                          | Rozgrywki europejskie                                                        | Rozgrywki europejskie                                                        |
| Sezon     | Liga                                                                         | Liga                                                                         | Uwagi | Puchar Polski (rozgrywki centralne)                                          | Puchar                                                                       | Etap                                                                         |
| 1921      | Mistrzostwa Polski                                                           | 5                                                                            | 1. miejsce w łódzkiej Klasie A | Nie rozgrywano                                                               | Nie rozgrywano                                                               | Nie rozgrywano                                                               |
| 1922      | Mistrzostwa Polski                                                           | 3                                                                            | 1. miejsce w łódzkiej Klasie A 2. miejsce w grupie północnej, brak awansu do finału; brązowy medal ex aequo z Cracovią.                             | Nie rozgrywano                                                               | Nie rozgrywano                                                               | Nie rozgrywano                                                               |
| 1923      | Mistrzostwa Polski                                                           | 5-6                                                                          | 1. miejsce w łódzkiej Klasie A 3. miejsce w gr. zachodniej, brak awansu do finału.                                                                  | Nie rozgrywano                                                               | Nie rozgrywano                                                               | Nie rozgrywano                                                               |
| 1924      | Klasa A (gr. łódzka)                                                         | 1/5                                                                          | W sezonie 1924 mistrzostw Polski nie przeprowadzono. ŁKS awansował do Mistrzostw Polski 1925.                                                       | Nie rozgrywano                                                               | Nie rozgrywano                                                               | Nie rozgrywano                                                               |
| 1925      | Mistrzostwa Polski                                                           | 4-6                                                                          | 2. miejsce w gr. południowej, brak awansu do ścisłego finału.                                                                                       | Nie rozgrywano                                                               | Nie rozgrywano                                                               | Nie rozgrywano                                                               |
| 1926      | Klasa A (gr. łódzka)                                                         | 2/6                                                                          | Po sezonie ŁKS współtworzył Ligę. | GR-III                                                                       | Nie rozgrywano                                                               | Nie rozgrywano                                                               |
| 1927      | Liga                                                                         | 7/14                                                                         | ŁKS zagrał w pierwszym historycznym meczu polskiej ekstraklasy.                                                                                     | Nie rozgrywano                                                               | Nie rozgrywano                                                               | Nie rozgrywano                                                               |
| 1928      | Liga                                                                         | 11/15                                                                        | | Nie rozgrywano                                                               | Nie rozgrywano                                                               | Nie rozgrywano                                                               |
| 1929      | Liga                                                                         | 5/13                                                                         | | Nie rozgrywano                                                               | Nie rozgrywano                                                               | Nie rozgrywano                                                               |
| 1930      | Liga                                                                         | 10/12                                                                        | | Nie rozgrywano                                                               | Nie rozgrywano                                                               | Nie rozgrywano                                                               |
| 1931      | Liga                                                                         | 6/12                                                                         | | Nie rozgrywano                                                               | Nie rozgrywano                                                               | Nie rozgrywano                                                               |
| 1932      | Liga                                                                         | 4/12                                                                         | | Nie rozgrywano                                                               | Nie rozgrywano                                                               | Nie rozgrywano                                                               |
| 1933      | Liga                                                                         | 5/12                                                                         | | Nie rozgrywano                                                               | Nie rozgrywano                                                               | Nie rozgrywano                                                               |
| 1934      | Liga                                                                         | 8/12                                                                         | | Nie rozgrywano                                                               | Nie rozgrywano                                                               | Nie rozgrywano                                                               |
| 1935      | Liga                                                                         | 6/11                                                                         | | Nie rozgrywano                                                               | Nie rozgrywano                                                               | Nie rozgrywano                                                               |
| 1936      | Liga                                                                         | 7/10                                                                         | | Nie rozgrywano                                                               | Nie rozgrywano                                                               | Nie rozgrywano                                                               |
| 1937      | Liga                                                                         | 8/10                                                                         | | Nie rozgrywano                                                               | Nie rozgrywano                                                               | Nie rozgrywano                                                               |
| 1938      | Liga                                                                         | 9/10                                                                         | | Nie rozgrywano                                                               | Nie rozgrywano                                                               | Nie rozgrywano                                                               |
| 1939      | Liga okręgowa (gr. łódzka)                                                   | 1/11                                                                         | Przegrane eliminacje o awans do Ligi | Nie rozgrywano                                                               | Nie rozgrywano                                                               | Nie rozgrywano                                                               |
| 1940-1945 | Rozgrywki zawieszone z powodu II wojny światowej.                            | Rozgrywki zawieszone z powodu II wojny światowej.                            | Rozgrywki zawieszone z powodu II wojny światowej.                                                                                                   | Rozgrywki zawieszone z powodu II wojny światowej.                            | Nie rozgrywano                                                               | Nie rozgrywano                                                               |
| 1946      | Mistrzostwa Polski                                                           | 4                                                                            | | Nie rozgrywano                                                               | Nie rozgrywano                                                               | Nie rozgrywano                                                               |
| 1947      | Mistrzostwa Polski                                                           | 7-9                                                                          | 3. miejsce w grupie eliminacyjnej, brak awansu do ścisłego finału, uzyskanie prawa do gry w I lidze 1948.                                           | Nie rozgrywano                                                               | Nie rozgrywano                                                               | Nie rozgrywano                                                               |
| 1947      | Mistrzostwa Polski                                                           | 7-9                                                                          | Najwyższe zwycięstwo w rozgrywkach mistrzowskich: ŁKS – PKS Szczecin 13:2.                                                                          | Nie rozgrywano                                                               | Nie rozgrywano                                                               | Nie rozgrywano                                                               |
| 1948      | Liga                                                                         | 8/14                                                                         | | Nie rozgrywano                                                               | Nie rozgrywano                                                               | Nie rozgrywano                                                               |
| 1949      | I liga                                                                       | 6/12                                                                         | Zmiana nazwy na ŁKS-Włókniarz. | Nie rozgrywano                                                               | Nie rozgrywano                                                               | Nie rozgrywano                                                               |
| 1950      | I liga                                                                       | 9/12                                                                         | | Nie rozgrywano                                                               | Nie rozgrywano                                                               | Nie rozgrywano                                                               |
| 1951      | I liga                                                                       | 9/12                                                                         | | 1/4                                                                          | Nie rozgrywano                                                               | Nie rozgrywano                                                               |
| 1952      | I liga                                                                       | 12/12                                                                        | Faza grupowa Pucharu Zlotu Młodych Przodowników. | 1/16                                                                         | Nie rozgrywano                                                               | Nie rozgrywano                                                               |
| 1953      | II liga                                                                      | 2/14                                                                         | | Nie rozgrywano                                                               | Nie rozgrywano                                                               | Nie rozgrywano                                                               |
| 1954      | I liga                                                                       | 2/11                                                                         | | 1/16                                                                         | Nie rozgrywano                                                               | Nie rozgrywano                                                               |
| 1955      | I liga                                                                       | 8/12                                                                         | Powrót do nazwy ŁKS. | 1/4                                                                          | –                                                                            | –                                                                            |
| 1956      | I liga                                                                       | 4/12                                                                         | | 1/16                                                                         | –                                                                            | –                                                                            |
| 1957      | I liga                                                                       | 3/12                                                                         | Najwyższe zwycięstwo w ekstraklasie: 10 sierpnia 1957: ŁKS – Lech Poznań 8:1.                                                                       | Z                                                                            | –                                                                            | –                                                                            |
| 1958      | I liga                                                                       | 1/12                                                                         | Władysław Soporek królem strzelców – 19 goli. | Nie rozgrywano                                                               | –                                                                            | –                                                                            |
| 1958      | I liga                                                                       | 1/12                                                                         | Pierwszy tytuł mistrzowski. ŁKS jedenastym klubem mistrzowskim.                                                                                     | Nie rozgrywano                                                               | –                                                                            | –                                                                            |
| 1959      | I liga                                                                       | 8/12                                                                         | | Nie rozgrywano                                                               | Puchar Europy                                                                | RW                                                                           |
| 1960      | I liga                                                                       | 10/12                                                                        | – | –                                                                            |                                                                              |                                                                              |
| 1961      | I liga                                                                       | 9/12                                                                         | – | –                                                                            |                                                                              |                                                                              |
| 1962      | I liga                                                                       | 10/14                                                                        | – | –                                                                            | 1/4                                                                          |                                                                              |
| 1962/1963 | I liga                                                                       | 12/14                                                                        | – | –                                                                            | 1/8                                                                          |                                                                              |
| 1963/1964 | I liga                                                                       | 10/14                                                                        | – | –                                                                            | 1/8                                                                          |                                                                              |
| 1964/1965 | I liga                                                                       | 9/14                                                                         | – | –                                                                            | 1/2                                                                          |                                                                              |
| 1965/1966 | I liga                                                                       | 12/14                                                                        | – | –                                                                            | 1/8                                                                          |                                                                              |
| 1966/1967 | I liga                                                                       | 5/14                                                                         | – | –                                                                            | 1/16                                                                         |                                                                              |
| 1967/1968 | I liga                                                                       | 13/14                                                                        | – | –                                                                            | 1/8                                                                          |                                                                              |
| 1968/1969 | II liga                                                                      | 5/16                                                                         | – | –                                                                            | 1/16                                                                         |                                                                              |
| 1969/1970 | II liga                                                                      | 3/16                                                                         | – | –                                                                            | 1/16                                                                         |                                                                              |
| 1970/1971 | II liga                                                                      | 2/16                                                                         | – | –                                                                            | 1/8                                                                          |                                                                              |
| 1971/1972 | I liga                                                                       | 12/14                                                                        | – | –                                                                            | 1/16                                                                         |                                                                              |
| 1972/1973 | I liga                                                                       | 6/14                                                                         | – | –                                                                            | 1/8                                                                          |                                                                              |
| 1973/1974 | I liga                                                                       | 6/16                                                                         | – | –                                                                            | 1/4                                                                          |                                                                              |
| 1974/1975 | I liga                                                                       | 13/16                                                                        | 1/4 | 2. miejsce w grupie Pucharu Intertoto.                                       | 2. miejsce w grupie Pucharu Intertoto.                                       |                                                                              |
| 1975/1976 | I liga                                                                       | 13/16                                                                        | 1/8 | –                                                                            | –                                                                            |                                                                              |
| 1976/1977 | I liga                                                                       | 7/16                                                                         | Faza grupowa Pucharu Ligi | –                                                                            | –                                                                            | 1/4                                                                          |
| 1977/1978 | I liga                                                                       | 4/16                                                                         | | –                                                                            | –                                                                            | 1/16                                                                         |
| 1978/1979 | I liga                                                                       | 12/16                                                                        | 1/16 | –                                                                            | –                                                                            |                                                                              |
| 1979/1980 | I liga                                                                       | 7/16                                                                         | 1/2 | –                                                                            | –                                                                            |                                                                              |
| 1980/1981 | I liga                                                                       | 13/16                                                                        | 1/4 | –                                                                            | –                                                                            |                                                                              |
| 1981/1982 | I liga                                                                       | 12/16                                                                        | 1/4 | –                                                                            | –                                                                            |                                                                              |
| 1982/1983 | I liga                                                                       | 7/16                                                                         | 1/16 | 3. miejsce w grupie Pucharu Intertoto.                                       | 3. miejsce w grupie Pucharu Intertoto.                                       |                                                                              |
| 1983/1984 | I liga                                                                       | 14/16                                                                        | 1/4 | –                                                                            | –                                                                            |                                                                              |
| 1984/1985 | I liga                                                                       | 6/16                                                                         | 1/4 | –                                                                            | –                                                                            |                                                                              |
| 1985/1986 | I liga                                                                       | 8/16                                                                         | 1/2 | –                                                                            | –                                                                            |                                                                              |
| 1986/1987 | I liga                                                                       | 9/16                                                                         | 1/2 | –                                                                            | –                                                                            |                                                                              |
| 1987/1988 | I liga                                                                       | 4/16                                                                         | 1/4 | –                                                                            | –                                                                            |                                                                              |
| 1988/1989 | I liga                                                                       | 10/16                                                                        | 1/8 | 4. miejsce w grupie Pucharu Intertoto.                                       | 4. miejsce w grupie Pucharu Intertoto.                                       |                                                                              |
| 1989/1990 | I liga                                                                       | 8/16                                                                         | 1/8 | –                                                                            | –                                                                            |                                                                              |
| 1990/1991 | I liga                                                                       | 11/16                                                                        | 1/4 | –                                                                            | –                                                                            |                                                                              |
| 1991/1992 | I liga                                                                       | 11/18                                                                        | 1/2 | –                                                                            | –                                                                            |                                                                              |
| 1992/1993 | I liga                                                                       | 3/18                                                                         | 1/4 | –                                                                            | –                                                                            |                                                                              |
| 1993/1994 | I liga                                                                       | 4/18                                                                         | F | –                                                                            | –                                                                            |                                                                              |
| 1994/1995 | I liga                                                                       | 7/18                                                                         | 1/8 | Puchar Zdobywców Pucharów                                                    | 1/16                                                                         |                                                                              |
| 1995/1996 | I liga                                                                       | 4/18                                                                         | 1/16 | –                                                                            | –                                                                            |                                                                              |
| 1996/1997 | I liga                                                                       | 6/18                                                                         | Mirosław Trzeciak królem strzelców – 18 goli. | 1/16                                                                         | 5. miejsce w grupie Pucharu Intertoto                                        | FG                                                                           |
| 1997/1998 | I liga                                                                       | 1/18                                                                         | Drugi tytuł mistrzowski. | 1/16                                                                         | –                                                                            | –                                                                            |
| 1998/1999 | I liga                                                                       | 11/16                                                                        | | 1/8                                                                          | Liga Mistrzów                                                                | 2RK                                                                          |
| 1998/1999 | I liga                                                                       | 11/16                                                                        | Puchar UEFA | 1/8                                                                          | 1R                                                                           |                                                                              |
| 1999/2000 | I liga                                                                       | 15/16                                                                        | 1/4 finału Pucharu Ligi. | 1/8                                                                          | –                                                                            | –                                                                            |
| 2000/2001 | II liga                                                                      | 12/20                                                                        | III runda Pucharu Ligi. | 1/16                                                                         | –                                                                            | –                                                                            |
| 2001/2002 | II liga                                                                      | 14/20                                                                        | II runda Pucharu Ligi. | 1/4                                                                          | –                                                                            | –                                                                            |
| 2002/2003 | II liga                                                                      | 9/18                                                                         | | 1/16                                                                         | –                                                                            | –                                                                            |
| 2003/2004 | II liga                                                                      | 8/18                                                                         | 1R |                                                                              | –                                                                            | –                                                                            |
| 2004/2005 | II liga                                                                      | 9/18                                                                         | FG |                                                                              | –                                                                            | –                                                                            |
| 2005/2006 | II liga                                                                      | 2/18                                                                         | 1/16 |                                                                              | –                                                                            | –                                                                            |
| 2006/2007 | I liga                                                                       | 9/16                                                                         | Faza grupowa Pucharu Ekstraklasy. | 1/8                                                                          | –                                                                            | –                                                                            |
| 2007/2008 | I liga                                                                       | 11/16                                                                        | Faza grupowa Pucharu Ekstraklasy. | 1/8                                                                          | –                                                                            | –                                                                            |
| 2008/2009 | Ekstraklasa                                                                  | 16/16                                                                        | Faza grupowa Pucharu Ekstraklasy. | 1/8                                                                          | –                                                                            | –                                                                            |
| 2008/2009 | Ekstraklasa                                                                  | 16/16                                                                        | ŁKS zajął 7. miejsce w tabeli, jednak został przesunięty na ostatnie w związku z nieotrzymaniem licencji na grę w ekstraklasie w sezonie 2009/2010. | 1/8                                                                          | –                                                                            | –                                                                            |
| 2009/2010 | I liga                                                                       | 4/18                                                                         | | 1/16                                                                         | –                                                                            | –                                                                            |
| 2010/2011 | I liga                                                                       | 1/18                                                                         | 1/8 |                                                                              | –                                                                            | –                                                                            |
| 2011/2012 | Ekstraklasa                                                                  | 15/16                                                                        | 1/16 |                                                                              | –                                                                            | –                                                                            |
| 2012/2013 | I liga                                                                       | 18/18                                                                        | Drużyna wycofała się z rozgrywek po 22. kolejce. Karna degradacja administracyjna do IV ligi (grupa łódzka).                                        | 1/16                                                                         | –                                                                            | –                                                                            |
| 2013/2014 | IV liga (gr. łódzka)                                                         | 1/20                                                                         | | –                                                                            | –                                                                            | –                                                                            |
| 2014/2015 | III liga (gr. łódzko-mazowiecka)                                             | 5/18                                                                         | | –                                                                            | –                                                                            | –                                                                            |
| 2015/2016 | III liga (gr. łódzko-mazowiecka)                                             | 6/18                                                                         | | –                                                                            | –                                                                            | –                                                                            |
| 2016/2017 | III liga (gr. I)                                                             | 2/18                                                                         | Awans w związku z nieotrzymaniem licencji na rozgrywki II-ligowe przez Drwęcę Nowe Miasto Lubawskie.                                                | –                                                                            | –                                                                            | –                                                                            |
| 2017/2018 | II liga                                                                      | 2/18                                                                         | Awans | –                                                                            | –                                                                            | –                                                                            |
| 2018/2019 | I liga                                                                       | 2/18                                                                         | Awans | 1/16                                                                         | –                                                                            | –                                                                            |
| 2019/2020 | Ekstraklasa                                                                  | 16/16                                                                        | Spadek | 1/8                                                                          | –                                                                            | –                                                                            |
| 2020/2021 | I liga                                                                       | 5/18                                                                         | Przegrane baraże o awans. | 1/8                                                                          | –                                                                            | –                                                                            |
| 2021/2022 | I liga                                                                       | 10/18                                                                        | | 1/16                                                                         | –                                                                            | –                                                                            |
| 2022/2023 | I liga                                                                       | 1/18                                                                         | Awans i mistrzostwo I ligi | 1R                                                                           | –                                                                            | –                                                                            |
| 2023/2024 | Ekstraklasa                                                                  | 18/18                                                                        | Spadek | 1/16                                                                         | –                                                                            | –                                                                            |
| 2024/2025 | I liga                                                                       | 11/18                                                                        | | 1/8                                                                          | –                                                                            | –                                                                            |

| Poziom ligowy | Liczba sezonów | Sezony                                                                                                  |
| ------------- | -------------- | --- |
| I (+ MP)      | 73             | 1921-1923, 1925, 1927-1938, 1946-1952, 1954-1968, 1971-2000, 2006-2009, 2011/2012, 2019/2020, 2023/2024 |
| II            | 21             | 1924, 1926, 1939, 1953, 1968-1971, 2000-2006, 2009-2011, 2012/2013, 2018/2019, 2020-2023, 2024-         |
| III           | 1              | 2017/2018                                                                                               |
| IV            | 3              | 2014-2017                                                                                               |
| V             | 1              | 2013/2014                                                                                               |

## Europejskie puchary
Legenda do wszystkich tabel:
- Q – runda eliminacyjna, 1/16, 1/8, 1/4, 1/2 – odpowiednia faza rozgrywek, Grupa – runda grupowa, 1r gr – pierwsza runda grupowa, 2r gr – druga runda grupowa, F – finał, R – runda, PO – play-off
- k. – rzuty karne, los. – losowanie, Dogr. – dogrywka, w. – zasada bramek strzelonych na wyjeździe

| Sezon   | Rozgrywki                 | Runda   | Klub                       | Dom | Wyjazd | Ogólnie    |
| ------- | ------------------------- | ------- | -------------------------- | --- | ------ | ---------- |
| 1959/60 | Puchar Europy             | Q       | Jeunesse Esch              | 2–1 | 0–5    | 2–6        |
| 1994/95 | Puchar Zdobywców Pucharów | 1R      | FC Porto                   | 0–1 | 0–2    | 0–3        |
| 1996    | Puchar Intertoto          | Grupa 8 | KAMAZ Nabierieżnyje Czełny | –   | 0–3    | 5. miejsce |
| 1996    | Puchar Intertoto          | Grupa 8 | Spartak Warna              | 1–1 | –      | 5. miejsce |
| 1996    | Puchar Intertoto          | Grupa 8 | TSV 1860 Monachium         | –   | 0–5    | 5. miejsce |
| 1996    | Puchar Intertoto          | Grupa 8 | Kaučuk Opava               | 0–3 | –      | 5. miejsce |
| 1998/99 | Liga Mistrzów             | 1Q      | Kəpəz Gəncə                | 4–1 | 3–1    | 7–2        |
| 1998/99 | Liga Mistrzów             | 2Q      | Manchester United          | 0–0 | 0–2    | 0–2        |
| 1998/99 | Puchar UEFA               | 1R      | AS Monaco                  | 1–3 | 0–0    | 1–3        |

## Trenerzy
Obecnie funkcję pierwszego trenera pełni Jakub Dziółka
Łódzki Klub Sportowy w historii łącznie szkoliło 68. trenerów. Najwięcej na ławce zasiadał Władysław Król – 6 razy. Zaraz za nim plasują się: Leszek Jezierski wraz z Ryszardem Polakiem i Markiem Chojnackim – 5. krotnie. Trenerem z najdłuższym stażem jest przed chwilą wspomniany Król (w sumie ok. 16 lat), za którym znajduje się jego uczeń, Leszek Jezierski (ok. 14 lat), słynny Napoleon.
W historii klubu z al. Unii Lubelskiej 2 kilka razy zdarzyło się, że pierwszym trenerem drużyny był jednocześnie aktywny zawodnik (w jednym przypadku byli to dwaj piłkarze). Do tego grona zaliczają się: Józef Panek, Zenon Sienkiewicz, Bernard Miller, Adam Obrubański, Antoni Gałecki do spółki z Władysławem Karasiakiem, Władysław Król oraz Jan Tomaszewski, któremu na zakończenie kariery futbolisty na początku lat 80. na krótko powierzono także funkcję trenera.

### Lista dotychczasowych trenerów piłkarzy ŁKS

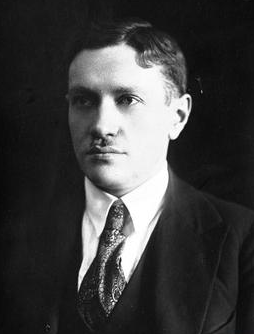
Adam Obrubański – trener klubu w latach 1920–1922

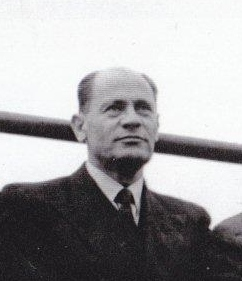
Lajos Czeizler – trener klubu w latach 1923–1928

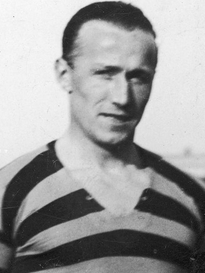
Władysław Król – trener klubu w latach 1939, 1945-46, 1947, 1952-59, 1963-64, 1965-66

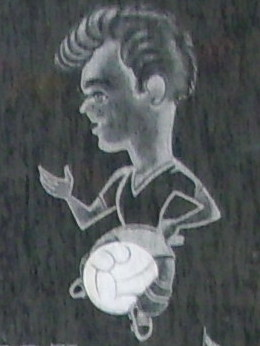
Leszek Jezierski – trener klubu w latach 1968, 1976-78, 1981-84, 1987-90, 1995-96

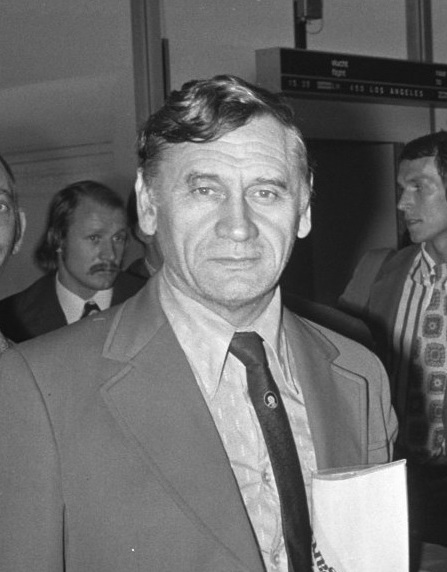
Kazimierz Górski – trener klubu w 1973, także de facto w 1972

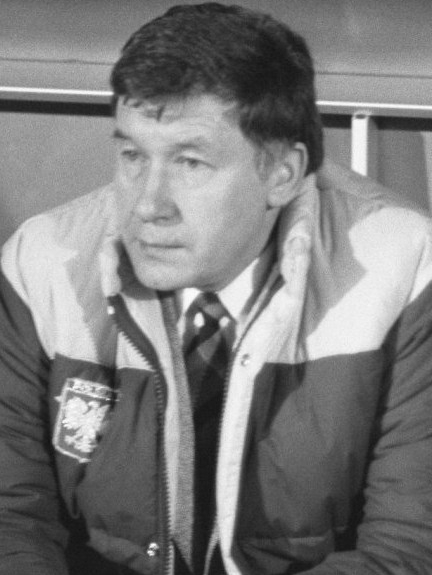
Wojciech Łazarek – trener klubu w 1991

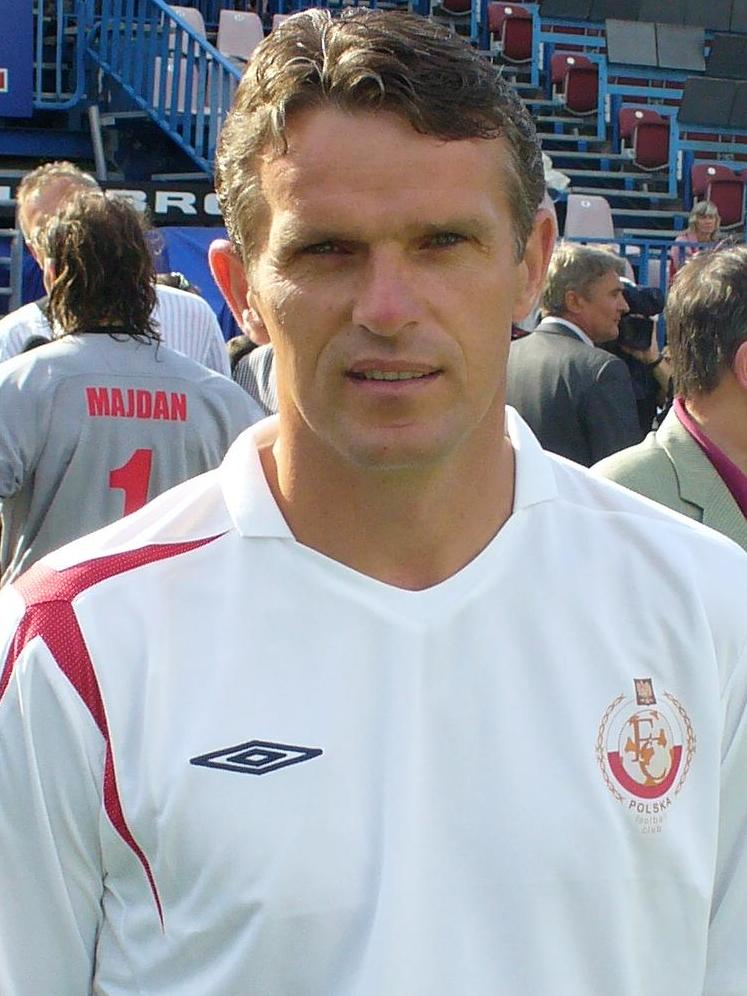
Kazimierz Moskal – trener klubu w latach 2018–2020 i 2022-2023

| Lp.       | Imię i nazwisko                                         | Okres urzędowania | Okres urzędowania |
| 1.        | Józef Panek                                             | 1909              | 1909              |
| 2.        | Zenon Sienkiewicz                                       | 1910              | 1910              |
| 3.        | Bernard Miller                                          | 1911              | 1914              |
| 4.        | Adam Obrubański                                         | 1920              | 1922              |
| 5.        | Lajos Czeizler (1. kadencja)                            | 1923              | 1928              |
| 6.        | Karl Linsmayer                                          | 1928              | 1929              |
| 7.        | Zygmunt Otto (1. kadencja)                              | 1930              | 1931              |
| 8.        | Emil Loeby                                              | 1932              | 1932              |
| 9.        | Rudolf Křenek                                           | 1933              | 1933              |
| 10. 11.   | Antoni Gałecki Władysław Karasiak                       | 1934              | 1934              |
| (5.)      | Lajos Czeizler (2. kadencja)                            | 1935              | 1936              |
| 12.       | Rudolf Schurman                                         | 1937              | 1938              |
| 13. (7.)  | Władysław Król (1. kadencja) Zygmunt Otto (2. kadencja) | 1939              | 1939              |
| (13.)     | Władysław Król (2. kadencja)                            | 1945              | 1946              |
| (7.)      | Zygmunt Otto (3. kadencja)                              | 1946              | 1946              |
| 14.       | Władysław Czyżewski                                     | 1946              | 1946              |
| (7.)      | Zygmunt Otto (4. kadencja)                              | 1947              | 1948              |
| (13.)     | Władysław Król (3. kadencja)                            | 1949              | 1949              |
| 15.       | Jan Wiszniowski                                         | 1949              | 1950              |
| 16.       | Władysław Pegza                                         | 1951              | 1951              |
| 17.       | Edward Drapiński                                        | 1951              | 1952              |
| (13.)     | Władysław Król (4. kadencja)                            | 1952              | 1959              |
| 18.       | Kazimierz Radwański                                     | 1960              | 1960              |
| 19.       | Stanisław Baran                                         | 1961              | 1962              |
| 20.       | Wacław Pegza (1. kadencja)                              | 1962              | 1962              |
| (13.)     | Władysław Król (5. kadencja)                            | 1963              | 1964              |
| 21.       | Tadeusz Foryś                                           | 1964              | 1965              |
| (13.)     | Władysław Król (6. kadencja)                            | 1965              | 1966              |
| 22.       | Longin Janeczek (1. kadencja)                           | 1966              | 1967              |
| (16.)     | Wacław Pegza (2. kadencja)                              | 1967              | 1968              |
| 23.       | Leszek Jezierski (1. kadencja)                          | 1968              | 1968              |
| 24.       | László Hari                                             | 1969              | 1969              |
| 25.       | Józef Walczak (1. kadencja)                             | 1970              | 1972              |
| 26.       | Paweł Kowalski                                          | 1972              | 1972              |
| 27.       | Kazimierz Górski                                        | 1973              | 1973              |
| 28.       | Grzegorz Polakow                                        | 1974              | 1974              |
| 29.       | Henryk Sass                                             | 1975              | 1975              |
| 30.       | Stanisław Stachura                                      | 1975              | 1976              |
| (22.)     | Longin Janeczek (2. kadencja)                           | 1976              | 1976              |
| (23.)     | Leszek Jezierski (2. kadencja)                          | 1976              | 1978              |
| 31.       | Zygmunt Małolepszy                                      | 1978              | 1978              |
| (25.)     | Józef Walczak (2. kadencja)                             | 1979              | 1980              |
| 32.       | Marian Geszke                                           | 1980              | 1981              |
| 33.       | Jan Tomaszewski (1. kadencja)                           | 1981              | 1981              |
| (23.)     | Leszek Jezierski (3. kadencja)                          | 1981              | 1984              |
| 34.       | Stanisław Ferszt                                        | 1984              | 1984              |
| 35.       | Zygmunt Gutowski                                        | 1985              | 1987              |
| (23.)     | Leszek Jezierski (4. kadencja)                          | 1987              | 1990              |
| 36.       | Zdzisław Ulatowski                                      | 1991              | 1991              |
| 37.       | Wojciech Łazarek                                        | 1991              | 1991              |
| 38.       | Ryszard Polak (1. kadencja)                             | 1991              | 1995              |
| (33.)     | Jan Tomaszewski (2. kadencja)                           | 1995              | 1995              |
| 39.       | Zbigniew Lepczyk                                        | 1995              | 1995              |
| (23.)     | Leszek Jezierski (5. kadencja)                          | 1995              | 1996              |
| 40.       | Marek Dziuba (1. kadencja)                              | 1996              | 1997              |
| (38.)     | Ryszard Polak (2. kadencja)                             | 1997              | 1998              |
| (40.)     | Marek Dziuba (2. kadencja)                              | 1998              | 1998              |
| (38.)     | Ryszard Polak (3. kadencja)                             | 1999              | 1999              |
| 41.       | Bogusław Pietrzak (1. kadencja)                         | 2000              | 2000              |
| (38.)     | Ryszard Polak (4. kadencja)                             | 2000              | 2000              |
| (41.) 42. | Bogusław Pietrzak (2. kadencja) Adam Topolski           | 2000              | 2000              |
| (41.)     | Bogusław Pietrzak (3. kadencja)                         | 2000              | 2000              |
| (38.)     | Ryszard Polak (5. kadencja)                             | 2000              | 2000              |
| 43.       | Mirosław Dawidowski                                     | 2001              | 2001              |
| 44.       | Dragan Popović                                          | 2001              | 2001              |
| 45.       | Dariusz Wójtowicz                                       | 2001              | 2002              |
| 46.       | Marek Woziński                                          | 2002              | 2002              |
| 47.       | Włodzimierz Gąsior                                      | 2002              | 2002              |
| (41.)     | Bogusław Pietrzak                                       | 2002              | 2003              |
| 48.       | Włodzimierz Tylak                                       | 2003              | 2003              |
| 49.       | Wojciech Borecki (1. kadencja)                          | 2003              | 2004              |
| 50.       | Marek Chojnacki (1. kadencja)                           | 2005              | 2005              |
| 51.       | Dragan Dostanić                                         | 2005              | 2005              |
| 52.       | Wiesław Wojno                                           | 2005              | 2006              |
| 53.       | Jerzy Kasalik                                           | 2006              | 2006              |
| (50.)     | Marek Chojnacki (2. kadencja)                           | 2006              | 2007              |
| (49.)     | Wojciech Borecki (2. kadencja)                          | 2007              | 2007              |
| 54.       | Mirosław Jabłoński                                      | 2007              | 2008              |
| (50.)     | Marek Chojnacki (3. kadencja)                           | 2008              | 2008              |
| 55.       | Grzegorz Wesołowski                                     | 2008              | 2010              |
| 56.       | Andrzej Pyrdoł                                          | 2010              | 2011              |
| 57.       | Dariusz Bratkowski                                      | 2011              | 2011              |
| 58.       | Michał Probierz                                         | 2011              | 2011              |
| p.o.      | Tomasz Wieszczycki (tymczasowo)                         | 2011              | 2011              |
| 59.       | Ryszard Tarasiewicz                                     | 2011              | 2012              |
| (56.)     | Andrzej Pyrdoł                                          | 2012              | 2012              |
| (50.)     | Marek Chojnacki (4. kadencja)                           | 2012              | 2013              |
| 60.       | Piotr Zajączkowski                                      | 2013              | 2013              |
| 61.       | Wojciech Robaszek (1. kadencja)                         | 2013              | 2014              |
| 62.       | Andrzej Kretek                                          | 2014              | 2014              |
| (50.)     | Marek Chojnacki (5. kadencja)                           | 2014              | 2015              |
| 63.       | Robert Szwarc                                           | 2016              | 2016              |
| (61.)     | Wojciech Robaszek (2. kadencja)                         | 2016              | 2016              |
| (56.)     | Marcin Pyrdoł                                           | 2016              | 2017              |
| (61.)     | Wojciech Robaszek (3. kadencja)                         | 2017              | 2018              |
| 64.       | Kazimierz Moskal (1. kadencja)                          | 2018              | 2020              |
| 65.       | Wojciech Stawowy                                        | 2020              | 2021              |
| 66.       | Ireneusz Mamrot                                         | 2021              | 2021              |
| p.o.      | Marcin Pogorzała (tymczasowo)                           | 2021              | 2021              |
| 67.       | Kibu Vicuña                                             | 2021              | 2022              |
| 68.       | Marcin Pogorzała                                        | 2022              | 2022              |
| (66.)     | Kazimierz Moskal (2. kadencja)                          | 2022              | 2023              |
| 69.       | Piotr Stokowiec                                         | 2023              | 2024              |
| 70.       | Marcin Matysiak                                         | 2024              | 2024              |
| 71.       | Jakub Dziółka                                           | 2024              | 2025              |
| 72.       | Ariel Galeano                                           | 2025              | 2025              |
| 73.       | Ryszard Robakiewicz                                     | 2025              | 2025              |
| 74.       | Szymon Grabowski                                        | 2025              |                   |

### Selekcjonerzy reprezentacji

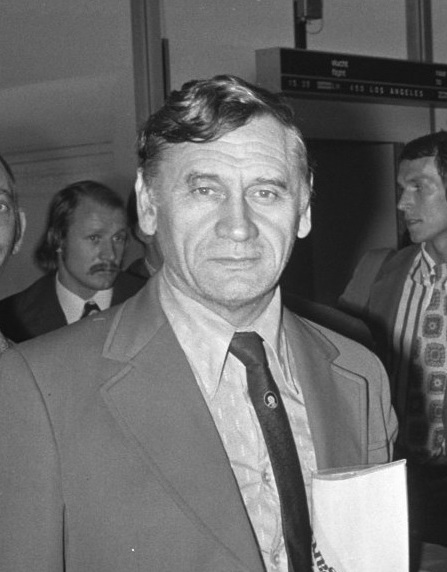
Kazimierz Górski – trener ŁKS-u w 1973 r.

Spośród wielu trenerów jakich w swojej bogatej historii miał ŁKS, pięciu spośród nich było selekcjonerami reprezentacji. Łodzian i narodową kadrę Polski szkolili: nazywany powszechnie Trenerem Tysiąclecia Kazimierz Górski (pełnił tę funkcję nieoficjalnie będąc konsultantem, trenerem zaś oficjalnie był Paweł Kowalski), a także Adam Obrubański (1924; pełnił on funkcję kapitana związkowego, czyli de facto był selekcjonerem), Tadeusz Foryś (pojedyncze mecze w latach 1952, 1963–1964) i Wojciech Łazarek (1986–1989). Z kolei węgierski trener Lajos Czeizler był selekcjonerem Włoch (prowadził tę ekipę podczas mundialu w Szwajcarii w 1954).

## Zawodnicy

### Lista dotychczasowych reprezentantów kraju

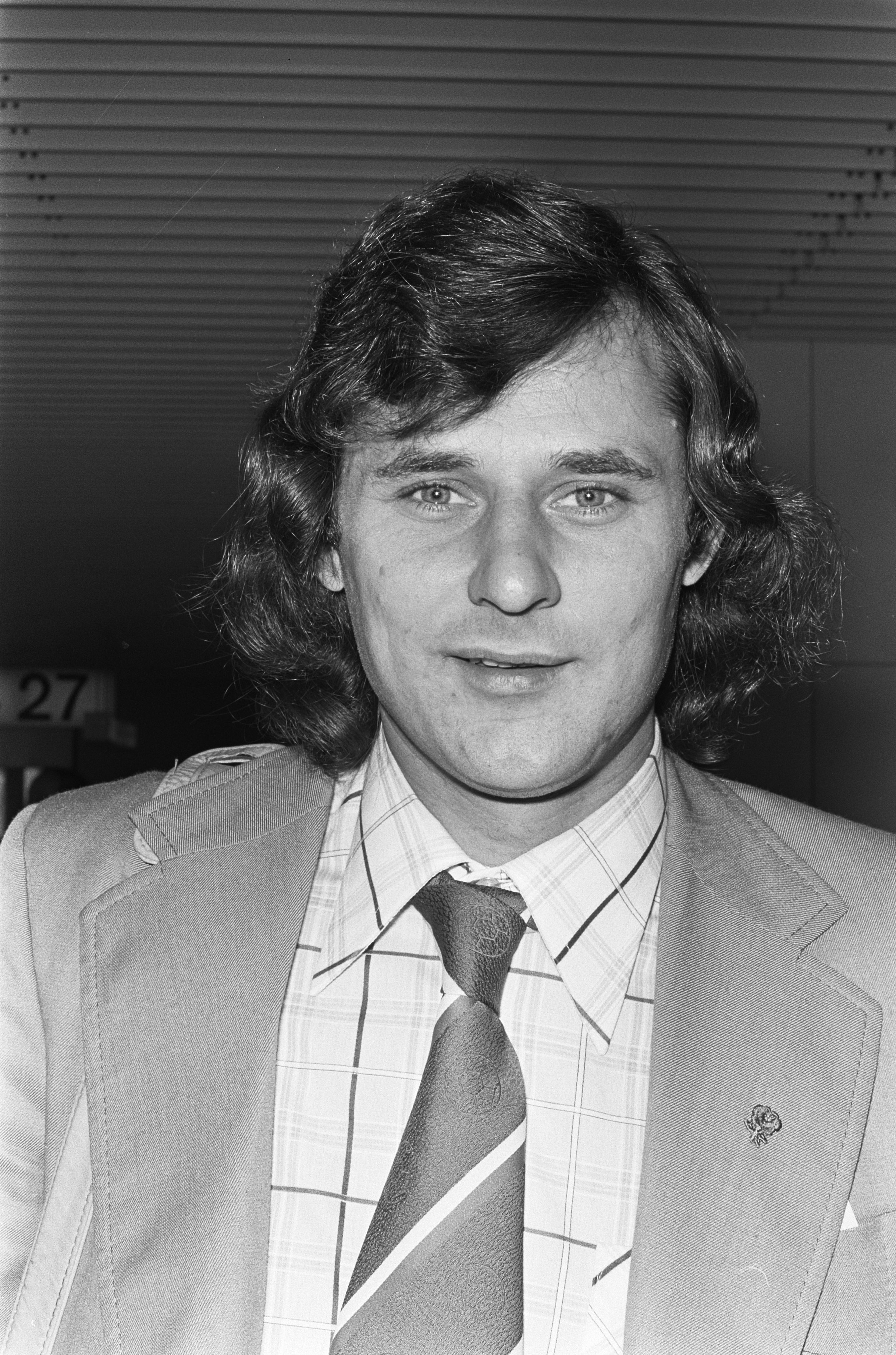
Jan Tomaszewski – rekordzista Rycerzy Wiosny w barwach narodowych

Najwięcej meczów w reprezentacji Polski, spośród zawodników występujących w ŁKS rozegrał Jan Tomaszewski, który zaliczył 60 występów (ogółem 63). Na drugim miejscu znajduje się Marek Dziuba – 51 gier (ogółem 53), a na trzecim Stanisław Terlecki – 29 spotkań. Ostatni z ww. trójki strzelił ponadto najwięcej bramek – 7. W dwudziestoleciu międzywojennym najwięcej spotkań rozegrał Antoni Gałecki, który będąc podporą kadry przez wiele lat (zagrał na IO 1936 oraz MŚ 1938), zanotował na swoim koncie 18 spotkań z orzełkiem na piersi wraz 4. na IO, które nie są jednak wliczane do oficjalnych występów w reprezentacji.
| - Jan Tomaszewski - Marek Dziuba - Stanisław Terlecki - Jacek Ziober - Mirosław Bulzacki - Piotr Suski - Antoni Gałecki - Jerzy Sadek - Henryk Szczepański - Tomasz Cebula - Stanisław Baran - Tomasz Wieszczycki - Andrzej Drozdowski - Bohdan Masztaler - Bolesław Szadkowski - Tadeusz Hogendorf |  | - Leszek Jezierski - Piotr Soczyński - Henryk Szymborski - Jan Włodarczyk – - Andrzej Woźniak - Jarosław Bako - Witold Bendkowski - Marek Saganowski - Mirosław Trzeciak - Witold Wenclewski - Krzysztof Baran - Władysław Karasiak - Marek Chojnacki - Juliusz Kruszankin - Władysław Król - Paweł Kowalski |  | - Tomasz Kłos - Jerzy Kasalik - Wawrzyniec Cyl - Ryszard Robakiewicz - Stefan Szefer - Bogusław Wyparło - Tomasz Lenart - Rudolf Patkolo - Jan Sobol - Władysław Soporek - Józef Walczak - Stanisław Andrzejewski - Bolesław Cichecki - Jan Durka - Stefan Fliegel - Henryk Frymarkiewicz |  | - Ariel Jakubowski - Roman Jańczyk - Wiesław Jańczyk - Karol Hanke - Jan Kłaczek - Józef Kokot - Robert Kolendowicz - Marian Łącz - Edward Miller - Zygmunt Otto - Antoni Piasecki - Jacek Płuciennik - Ryszard Polak - Antoni Śledź |

### Uczestnicy Igrzysk Olimpijskich
- Wawrzyniec Cyl – 1924
- Antoni Gałecki – 1936
- Henryk Szczepański – 1960
- Jan Tomaszewski – 1976 (2. miejsce)
- Tomasz Wieszczycki – 1992 (2. miejsce)

### Uczestnicy mistrzostw świata
- Antoni Gałecki – 1938
- Mirosław Bulzacki – 1974 (3. miejsce)
- Jan Tomaszewski – 1974 (3. miejsce), 1978
- Bohdan Masztaler – 1978
- Marek Dziuba – 1982 (3. miejsce)

### Rekordziści
Do niedawna rekordzistą pod względem ilości gier w ekstraklasie był Marek Chojnacki, który tytuł ten dzierżył przez ponad 18 lat. Jego wynik został pobity przez Łukasza Surmę. Chojnacki nadal jest jednak najlepszym piłkarzem pośród tych, którzy przez całą karierę występowali tylko w jednym polskim klubie.
W sierpniu 2014 do elitarnego grona Klubu 100, czyli zawodników z „setką” strzelonych bramek w ekstraklasie, trafił Marek Saganowski, który jest wychowankiem ŁKS.

### Laureaci plebiscytów
Na Piłkarza Roku w Plebiscycie tygodnika Piłka Nożna wybierano Jacka Ziobera (1990) oraz Mirosława Trzeciaka (1998).
Tytuł Odkrycia Roku przyznano piłkarzom ŁKS trzykrotnie. Byli to: Mirosław Bulzacki (1973; premierowa edycja), Stanisław Terlecki (1976; do spółki ze Zbigniewem Bońkiem) oraz Tomasz Kłos (1997).
Ponadto, w 2006 ten sam tygodnik piłkarski wytypował Jedenastkę obcokrajowców roku, w której znalazł się bośniak, Ensar Arifović.
Piłkarze ŁKS wygrywali także Plebiscyt redakcji Sportu, tzw. Złote Buty, które były wręczane najlepszemu piłkarzowi sezonu. Jego laureatami byli: Robert Grzywocz (1958; do spółki z Edwardem Szymkowiakiem), Henryk Szczepański (1960; do spółki z Romanem Koryntem).

### Zdobywcy hat-tricka
W 2007 z inicjatywy kibiców Łódzkiego KS postanowiono nagrodzić wszystkich piłkarzy, którzy zdołali strzelić w jednym meczu ligowym 3 bramki (tzw. hat-trick), dyplomem oraz melonikiem. Pierwszym piłkarzem, który tego dokonał był Roman Jańczyk (1927). Oprócz niego sztuki tej dokonali także: Stefan Sowiak, Józef Moskal, Wawrzyniec Cyl, Władysław Król, Henryk Herbstreit, Antoni Lewandowski, Henryk Koczewski, Longin Janeczek, Stanisław Baran, Marian Łącz, Joachim Kubocz, Władysław Soporek, Jerzy Wieteski, Henryk Szymborski, Jerzy Sadek, Jerzy Kasalik, Henryk Miłoszewicz, Andrzej Milczarski, Ryszard Robakiewicz, Robert Kozielski, Mirosław Trzeciak, Marek Saganowski, Adam Grad, Radosław Matusiak, Łukasz Mierzejewski, Igor Sypniewski, a także Marcin Mięciel, Adam Patora, który ustrzelił jubileuszowego 50. hat-tricka, Wojciech Łuczak, Rafał Kujawa oraz Pirulo. Do tej pory trzy bramki w jednym meczu zaliczyło 32 zawodników.

### Jedenastka 100-lecia
W jedenastce stulecia znaleźli się następujący piłkarze: w bramce Jan Tomaszewski, w obronie Marek Dziuba, Henryk Szczepański, Antoni Gałecki, Marek Chojnacki, w pomocy Tomasz Wieszczycki, Piotr Suski, Władysław Soporek, Jacek Ziober i w ataku Stanisław Baran, Jerzy Sadek. Na ławce rezerwowych: Bogusław Wyparło (bramkarz), Tomasz Kłos, Witold Bendkowski, Mirosław Bulzacki, Wawrzyniec Cyl, Mirosław Trzeciak, Stanisław Terlecki (zawodnicy z pola). Pierwszym trenerem wybrano Władysława Króla, na jego asystentów: Leszka Jezierskiego, Pawła Kowalskiego oraz Ryszarda Polaka.

## Obecny skład
Stan na 16.07.25
Źródło-
| Nr | Poz. | Piłkarz           |
| -- | ---- | ----------------- |
| 1  | BR   | Aleksander Bobek  |
| 2  | OB   | Jasper Löffelsend |
| 5  | OB   | Łukasz Wiech      |
| 6  | OB   | Sebastian Rudol   |
| 7  | PO   | Husein Balić      |
| 8  | PO   | Kōki Hinokio      |
| 9  | PO   | Andreu Arasa      |
| 10 | PO   | Sebastian Ernst   |
| 11 | NA   | Gustaf Norlin     |
| 12 | BR   | Łukasz Bomba      |
| 14 | PO   | Michał Mokrzycki  |
| 15 | PO   | Antoni Młynarczyk |
| 16 | BR   | Hubert Idasiak    |
| 17 | NA   | Jędrzej Zając     |
| 18 | NA   | Alan Siwek        |

| Nr | Poz. | Piłkarz             |
| -- | ---- | ------------------- |
| 19 | PO   | Serhij Krykun       |
| 20 | PO   | Mateusz Wysokiński  |
| 21 | PO   | Mateusz Kupczak     |
| 22 | OB   | Artur Craciun       |
| 23 | PO   | Aleksander Iwańczyk |
| 25 | BR   | Michał Kołba        |
| 26 | OB   | Aleksander Pawlak   |
| 27 | PO   | Miłosz Szczepański  |
| 30 | PO   | Kacper Terlecki     |
| 37 | OB   | Piotr Głowacki      |
| 77 | PO   | Ricardo Gonçalves   |
| 90 | NA   | Mateusz Lewandowski |
| 99 | NA   | Fabian Piasecki     |

## Kibice

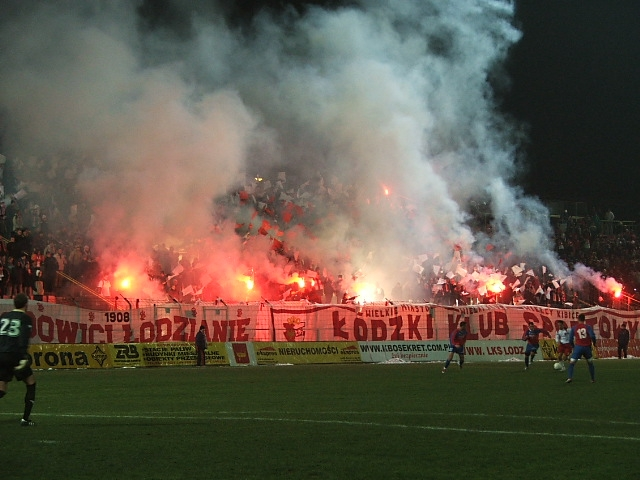
Kibice ŁKS podczas meczu

ŁKS w momencie powstania (1908) stał się pierwszym w Łodzi klubem polskim, w którym uprawiano piłkę nożną, dzięki czemu cieszył się bardzo dużym zainteresowaniem wśród łodzian, w tym przede wszystkim garnącej się do uprawiania sportu młodzieży. Szerokie i stale rozrastające się grono sympatyków klubu potwierdziło swą znaczącą rolę w kraju w 1932, kiedy to ŁKS wygrał plebiscyt Przeglądu Sportowego dla największej liczby kibiców na meczach swojej drużyny w piłkarskiej I lidze (dziś ekstraklasa), za co dostał zegar świetlny firmy Omega.
Piłkarze ŁKS przez wiele lat byli wspierani w znaczącej liczbie przez swych sympatyków zarówno na meczach rozgrywanych u siebie, jak i na wyjeździe. Na decydujący o tytule mistrza Polski pojedynek w 1958 z Górnikiem Zabrze pojechało prawie 10 tysięcy łodzian! Radość z mistrzostwa była ogromna. Fetowano ją dwukrotnie: najpierw pod Grand Hotelem przy którym zatrzymał się autokar z zespołem, a następnie w późnych godzinach nocnych, gdy ze Śląska pociągiem powróciła druga grupa kibiców. Pojawili się oni pod hotelem z transparentem: „Mistrzowi Polski ŁKS – kibice”. W latach 70. XX wieku na mecze ŁKS chodziła rekordowa liczba osób – mecze na odnowionym stadionie, w blasku najnowocześniejszych wówczas jupiterów, oglądało ponad 40 tysięcy ludzi.
Także dziś kibice wspierają swój klub. Na początku 2014, na przedsezonowej prezentacji piłkarzy w Atlas Arenie – występujących wówczas w IV lidze – przybyło 3 tys. sympatyków. Od 2006 działa tzw. Klub 100, którego celem jest wspieranie finansowo-organizacyjne łódzkiego klubu.
Kibice są zaprzyjaźnieni z fanami GKS-u Tychy, Zawiszy Bydgoszcz i Lecha Poznań. Nie jest im po drodze z fanami Widzewa Łódź, Ruchu Chorzów, Legii Warszawa, Wisły Kraków, Stomilu Olsztyn, Stali Rzeszów i Elany Toruń.

## Znani sympatycy klubu
Klub miał i ma nadal liczne grono sympatyków spośród m.in. polityków i artystów, którzy chodzili i chodzą na jego mecze. Wśród nich znajdziemy takie nazwiska jak: Aleksy Rżewski, pierwszy prezydent Łodzi po odzyskaniu niepodległości w 1918, Menachem Bornszatjn ps. „Ślepy Maks”, aktorzy Ludwik Benoit, Leon Niemczyk i Marian Łącz, raper O.S.T.R., poeta Ludwik Jerzy Kern, pisarz fantasy Andrzej Sapkowski czy muzyk Jacek Bieleński. Do sympatyzowania z Łódzkim Klubem Sportowym przyznawał się też Krzysztof „NRGeek” Micielski w swoich utworach rapowych, które wydawał pod pseudonimem Kamikaze.

## Upamiętnienia
W 2008 Poczta Polska wydała okolicznościowe (na 100. rocznicę powstania Łódzkiego Klubu Sportowego) kartę i znaczek pocztowy oraz stempel. Na kopercie znajduje się archiwalne zdjęcie byłego piłkarza klubu, Henryka Szymborskiego, który cieszy się ze zdobytego gola; z kolei na znaczku przedstawione są główne dyscypliny sportowe, które miały lub wciąż mają swoje sekcje w klubie: piłka nożna, hokej na lodzie, koszykówka, tenis i siatkówka.
W Łodzi ustanowiono trzy ulice, których patronami zostali byli piłkarze ŁKS. Uhonorowanymi są: Wawrzyniec Cyl, Antoni Gałecki, oraz Władysław Król. Ponadto, podobizna ostatniego z nich znajduje się na fresku „Łódź w pigułce”, na którym pojawiły się 33. najbardziej znane i zasłużone dla miasta osoby.